# Babcock (Wisconsin)
Babcock es un lugar designado por el censo ubicado en el condado de Wood en el estado estadounidense de Wisconsin. En el Censo de 2010 tenía una población de 126 habitantes y una densidad poblacional de 15,69 personas por km².

## Geografía
Babcock se encuentra ubicado en las coordenadas 44°18′16″N 90°6′28″O / 44.30444, -90.10778. Según la Oficina del Censo de los Estados Unidos, Babcock tiene una superficie total de 8.03 km², de la cual 8.03 km² corresponden a tierra firme y (0%) 0 km² es agua.

## Demografía
Según el censo de 2010, había 126 personas residiendo en Babcock. La densidad de población era de 15,69 hab./km². De los 126 habitantes, Babcock estaba compuesto por el 96.03% blancos, el 1.59% eran afroamericanos, el 0% eran amerindios, el 0.79% eran asiáticos, el 0% eran isleños del Pacífico, el 0% eran de otras razas y el 1.59% pertenecían a dos o más razas. Del total de la población el 0.79% eran hispanos o latinos de cualquier raza.